# Stapelmoorerheide
Stapelmoorerheide ist ein Ortsteil der Stadt Weener im ostfriesischen Rheiderland. Im Ort lebten am 31. Dezember 2023 785 Einwohner. Ortsvorsteher ist Bernhard Siemons.
Stapelmoorerheide ist eine Ausbausiedlung von Stapelmoor. Sie entstand auf dem westlich an Stapelmoor angrenzenden Hochmoor, dass die Bewohner durch Aufstreckung erschlossen. Erstmals wird der Ort 1591 als de Heyde erwähnt. Aus dem Jahre 1787 ist die Bezeichnung Stapelmohrmer Hayde überliefert. Im Jahr 1823 lebten in dem Ort 227 Einwohner. 25 Jahre später waren es 1848 320 Bewohner, die sich auf 56 Wohnhäuser verteilten.